# Sligo Borough (circonscription britannique)
Sligo Borough est une circonscription électorale du Royaume-Uni de Grande-Bretagne et d'Irlande, de 1801 à 1870.